# Блекгаузен
Блекгаузен (нім. Bleckhausen) — громада в Німеччині, розташована в землі Рейнланд-Пфальц. Входить до складу району Вульканайфель. Складова частина об'єднання громад Даун.
Площа — 6,32 км2. Населення становить 290 ос. (станом на 31 грудня 2020).